# Shannon Miller
Shannon Miller (Rolla (Misuri), Estados Unidos, 10 de marzo de 1977) es una gimnasta artística estadounidense, bicampeona olímpica en 1996 en el concurso por equipos y en la barra de equilibrio y cinco veces campeona mundial entre 1993 y 1994 en diferentes pruebas.

## Carrera deportiva
En el Mundial de Indianápolis 1991 gana dos medallas de plata: en barras asimétricas —tras la norcoreana Gwang Suk Kim y empatada con la soviética Tatiana Gutsu— y en equipos, tras la Unión Soviética y por delante de Rumania.
En los JJ. OO. celebrados en Barcelona (España) en 1992 gana dos medallas de plata —viga de equilibrio y general individual— y tres de bronce en suelo, asimétricas y equipo, donde Estados Unidos queda tras el Equipo Unificado (oro) y Rumania (plata), siendo sus compañeras de equipo: Wendy Bruce, Dominique Dawes, Betty Okino, Kerri Strug y Kim Zmeskal. 
En el Mundial de Birmingham 1993 gana tres medallas de oro: en la general individual, en suelo y en asimétricas.
En el Mundial celebrado en Brisbane (Australia) en 1994 consigue dos oros: en la viga de equilibrio y la general individual. Poco después, en el Mundial de Dortmund 1994 donde se celebraron únicamente los concursos por equipo, gana la plata con su equipo, tras Rumania y por delante de Rusia (bronce).
En el Mundial de Sabae 1995 gana el bronce en el concurso por equipos, tras Rumania (oro) y China (plata).
Por último, poniendo punto final a esta exitosa carrera deportiva, en los JJ. OO. de Atlanta (Estados Unidos) de 1996 gana dos medallas de oro: en la viga de equilibrio y en el concurso por equipos —por delante de Rusia (plata) y Rumania (bronce)—, siendo sus compañeras de equipo: Amy Chow, Dominique Dawes, Amanda Borden, Dominique Moceanu, Jaycie Phelps y Kerri Strug.